# Nebo
«Nebo» (Небо) — песня хорватской певицы Нины Бадрич, представляющая Хорватию на музыкальном конкурсе «Евровидение-2012». Песня стала четвёртым синглом с седьмого студийного альбома Бадрич, также названного NeBo.

## Информация о песне
10 января 2012 года Нина Бадрич была официально объявлена представителем Хорватии на конкурсе песни Евровидение 2012. Представители Хорватского Радиотелевидения, пояснили, что они искали конкурсанта с сильным вокалом, выступающего в жанре urban.
Автором песни «Nebo» является сама Нина Бадрич. Оригинальная версия песни вошла в седьмой студийный альбом певицы NeBo; специально для Евровидения была записана укороченная версия. Певица заявила о своём намерении записать англоязычную версию песни, тем не менее на конкурсе композиция будет представлена на хорватском языке. Сингл «Nebo» вышел в продажу на iTunes и Amazon 22 февраля 2012 года. Незадолго до начала выступлений на конкурсе Нина Бадрич перенесла хирургическую операцию на голосовых связках.

## Список композиций
- Digital Download[6][7]

1. «Nebo» (Eurovision 2012) — 3:00
2. «Nebo» — 4:01

## Хронология релизов
| Страна         | Дата            | Формат               | Лейбл            |
| -------------- | --------------- | -------------------- | ---------------- |
| Хорватия       | 18 февраля 2012 | радио                | Aquarius Records |
| Австралия      | 22 февраля 2012 | цифровая дистрибуция | Aquarius Records |
| Греция         | 22 февраля 2012 | цифровая дистрибуция | Aquarius Records |
| Дания          | 22 февраля 2012 | цифровая дистрибуция | Aquarius Records |
| Италия         | 22 февраля 2012 | цифровая дистрибуция | Aquarius Records |
| Ирландия       | 22 февраля 2012 | цифровая дистрибуция | Aquarius Records |
| Испания        | 22 февраля 2012 | цифровая дистрибуция | Aquarius Records |
| Канада         | 22 февраля 2012 | цифровая дистрибуция | Aquarius Records |
| Мексика        | 22 февраля 2012 | цифровая дистрибуция | Aquarius Records |
| Нидерланды     | 22 февраля 2012 | цифровая дистрибуция | Aquarius Records |
| Новая Зеландия | 22 февраля 2012 | цифровая дистрибуция | Aquarius Records |
| Норвегия       | 22 февраля 2012 | цифровая дистрибуция | Aquarius Records |
| Португалия     | 22 февраля 2012 | цифровая дистрибуция | Aquarius Records |
| США            | 22 февраля 2012 | цифровая дистрибуция | Aquarius Records |
| Финляндия      | 22 февраля 2012 | цифровая дистрибуция | Aquarius Records |
| Франция        | 22 февраля 2012 | цифровая дистрибуция | Aquarius Records |
| Хорватия       | 22 февраля 2012 | цифровая дистрибуция | Aquarius Records |
| Швейцария      | 22 февраля 2012 | цифровая дистрибуция | Aquarius Records |
| Швеция         | 22 февраля 2012 | цифровая дистрибуция | Aquarius Records |